# 凱爾西·海托
凱爾西·海托（英語：Kelsey Hightower，1981年2月27日—）是一名美國軟體工程師、開發人員倡導者和演講者，以Kubernetes、開源軟體和雲端運算的工作而知名。

## 早年生活和教育
海托在加州長灘長大，高中時隨母親搬到喬治亞州亞特蘭大。高中畢業後，他入讀克萊頓州立大學，但發現技術課程不足，因此沒有繼續就讀。之後，他開始學習取得CompTIA A+資訊技術（IT）認證的課程。

## 職業生涯
海托19歲時，在取得CompTIA A+認證後，他在南方貝爾找到一份安裝DSL服務的工作。他繼續在南方貝爾工作了幾年，然後開始了自己的IT顧問公司。他聘請了其他幾個人，最後在喬治亞州瓊斯伯勒開了一家店。在他早期的職業生涯中，海托曾短暫在Google擔任技術員，之後又在Total Systems（現稱TSYS）工作。
海托開始在亞特蘭大的Python聚會上發表講話，他和同事如何使用Puppet、Python和他們自己的程式碼來管理和自動化部署，因此受到詹姆斯·特恩布林的注意。2013年，Puppet, Inc.邀請海托到總部參加開發人員活動，並提供海托一份軟體工程師的工作。海托從亞特蘭大開始為Puppet進行遠端工作，然後搬到俄勒岡州波特蘭的總部工作。與此同時，海托認識了Go和Docker容器等技術，他相信這些技術將改變軟體基礎架構。
之後，海托曾在波特蘭一家名為Monsoon Commerce的小型初創公司短暫工作，並在那裡撰寫了他的第一個開源專案confd。他在2014年初加入CoreOS，成為早期團隊成員，並開始為Kubernetes專案做出重大貢獻。
2015年11月起，海托在Google的雲端運算部門擔任工程師和開發人員宣傳員。截至2022年10月，海托已是Google雲端的傑出工程師、第9級個人貢獻者。
2023年6月26日，海托在Twitter上宣布從Google退休，並表示「如果一切按計劃進行，那麼這是[他]最後一份工作。」

## 開放原始碼和開發人員宣傳
2014年，在CoreOS工作期間，海托成為Kubernetes的活躍宣傳者，並開始在開發者會議中廣泛發表演說。自此之後，他成為Kubernetes最知名的演講者之一，也曾就其他主題發表演說，包括無伺服器計算。2015 年，他共同創辦了以Kubernetes為主題的會議KubeCon，之後的幾年，他又將會議交由雲端原生運算基金會管理。
2017年，他與Kubernetes共同創辦人喬·貝達（Joe Beda）和布蘭登·伯恩斯（Brendan Burns）共同撰寫了一本書，書名為《Kubernetes建置與執行》（Kubernetes Up and Running）。
2019年，海托擔任歐萊禮開放原始碼大會的共同主席，並加入雲端原生運算基金會的理事會。

## 著作
- Hightower, Kelsey; Burns, Brendan; Beda, Joe. . O'Reilly. 2017. ISBN 9781491935675.